# Nationale Democratische Partij
Nationale Democratische Partij (NDP) ist eine politische Partei in Suriname.
Die NDP wurde am 4. Juli 1987 durch Desi Bouterse gegründet, der auch bis 2024 Parteivorsitzender war. Am 13. Juli 2024 wurde Jennifer Simons zu seiner Nachfolgerin gewählt.

## Zeit von 2010 bis 2020
Von 2010 bis 2020 war die Partei in der Regierungsverantwortung und stellte mit Bouterse den Präsidenten der Republik Suriname.

## Zeit von 2020 bis 2025
Nach der Wahl zur Nationalversammlung von Suriname 2020 war die NDP bis 2025 eine Oppositionspartei.

## Nach den Wahlen vom 25. Mai 2025
Bei den Parlamentswahlen am 25. Mai 2025 wurde die NDP unter Führung von Jennifer Simons mit 18 Sitzen knapp stärkste Partei in der Nationalversammlung von Suriname. Nach erfolgreichen Koalisationsgesprächen wurde sie am 6. Juli 2025 im Parlament zur ersten Präsidentin des Landes gewählt. Die offizielle Amtseinführung und Vereidigung erfolgte am 16. Juli 2025.
Der Parteisitz befindet sich im Gebäudekomplex Ocer an der Dr. H.D. Benjaminstraat 56 in Paramaribo.